# Henri III (roi d'Angleterre)
Pour les articles homonymes, voir Henri III et Henri d'Angleterre.
Henri III (1er octobre 1207 - 16 novembre 1272) est roi d'Angleterre, seigneur d'Irlande et duc d'Aquitaine de 1216 à sa mort.
Fils du roi Jean d'Angleterre et d'Isabelle d'Angoulême, Henri III monte sur le trône à l'âge de neuf ans alors que la première Guerre des barons fait rage. La mort de son père apaise néanmoins les tensions et les forces royales, menées par Guillaume le Maréchal, battent les rebelles soutenus par les Français à Lincoln et à Sandwich en 1217. Henri III promet de respecter la Grande Charte limitant les pouvoirs royaux et garantissant les droits des nobles que son père avait tenté d'abroger. Le début de son règne est dominé par ses conseillers Hubert de Burgh et Pierre des Roches qui restaurent l'autorité du roi après la guerre. En 1230, il tente de reprendre la Normandie perdue par son père mais l'invasion est un échec et une révolte menée par Richard le Maréchal l'oblige à signer un traité de paix avec le roi Louis IX de France.
À la suite de ce soulèvement, Henri III gouverna seul l'Angleterre sans passer par ses conseillers. Il voyagea moins que ses prédécesseurs et dépensa sans compter sur ses résidences préférées. En 1236, il épousa Éléonore de Provence et le couple eut cinq enfants. Le roi était connu pour sa piété et il organisa de somptueuses cérémonies religieuses notamment en l'honneur d'Édouard le Confesseur qu'il adopta comme son saint patron. Une seconde tentative pour reprendre ses possessions françaises se solda en 1242 par la désastreuse bataille de Taillebourg. Par la suite, Henri III se concentra sur la diplomatie et forma une alliance avec l'empereur Frédéric II. Il soutint la candidature victorieuse de son frère Richard pour le titre de roi des Romains en 1256 mais ne réussit pas à placer son fils Edmond sur le trône de Sicile malgré d'importantes dépenses. Il envisagea de mener une croisade au Levant mais en fut empêché par des révoltes en Gascogne.
À la fin des années 1250, les lourds impôts nécessaires pour financer la diplomatie relativement inefficace du roi, ses manœuvres pour passer outre à la Grande Charte et l'influence de ses proches poitevins étaient de plus en plus critiqués. Une coalition de barons menés par Simon V de Montfort organisa un coup d'État et contraignit Henri III à accepter les provisions d'Oxford imposant une plus grande limitation de ses pouvoirs et la création d'un conseil de 24 membres. L'année suivante, le traité de Paris avec la France mit fin à un siècle de conflit entre Capétiens et Plantagenêt ; le roi Louis IX reconnaissait la suzeraineté d'Henri III sur ses territoires dans le Sud-Ouest de la France et en échange, le roi anglais abandonnait ses revendications sur les autres territoires français dont la Normandie. De plus, le roi anglais s'engageait à rendre  à Louis IX (Saint Louis), roi de France, l'hommage féodal dû au suzerain.
Les tensions entre le roi et les nobles provoquèrent la seconde guerre des barons en 1264 et Henri III fut battu et capturé par Simon de Montfort à la bataille de Lewes. Son fils aîné, Édouard, fut également fait prisonnier mais il s'échappa et battit les rebelles à la bataille d'Evesham l'année suivante. Une fois libéré, Henri III mena une répression brutale des rebelles mais l'Église parvint à atténuer les représailles. Le retour au calme fut lent et le roi dut accepter une limitation des pouvoirs de la Couronne pour conserver le soutien de la noblesse et de la population. Il mourut en 1272 et son fils aîné devint roi sous le nom d'Édouard Ier. Il fut inhumé dans l'abbaye de Westminster qu'il avait reconstruite à la fin de sa vie. Malgré un règne de 56 ans, le quatrième plus long de l'histoire anglaise, Henri III n'a qu'une faible influence sur la culture populaire moderne.

## Premières années

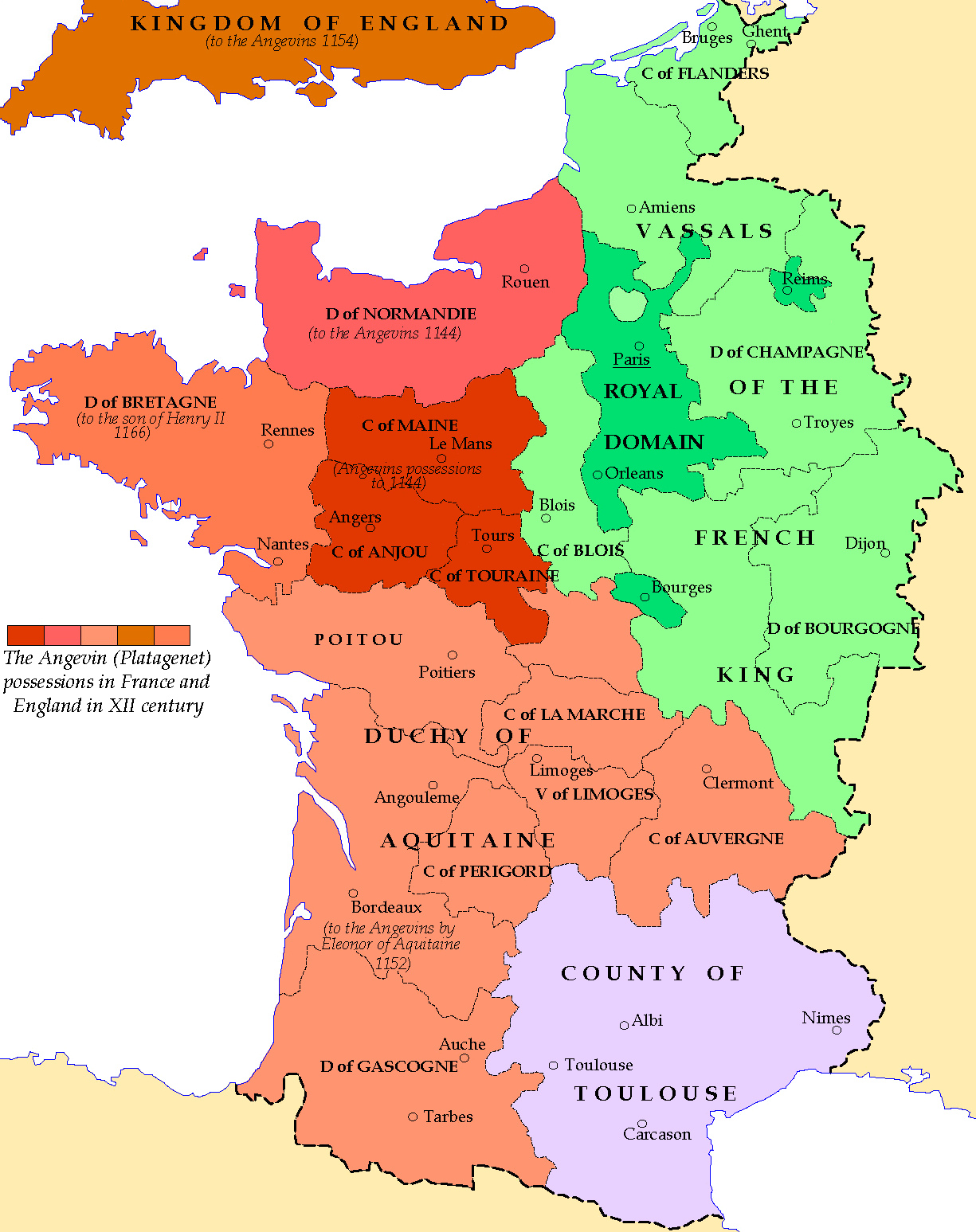
Les terres de l'empire Plantagenêt (en rouge) à l'avènement du roi Jean en 1199.

### Naissance et éducation
Henri est né au château de Winchester le 1er octobre 1207. il était le premier fils du roi Jean d'Angleterre et d'Isabelle d'Angoulême. On sait peu de choses de son enfance,. Il fut initialement confié à une nourrice appelée Ellen dans le Sud de l'Angleterre hors de la cour itinérante du roi,. Henri eut quatre frères et sœurs légitimes (Richard, Jeanne, Isabelle et Aliénor) ainsi que divers collatéraux illégitimes. En 1212, son éducation fut confiée à l'évêque de Winchester, Pierre des Roches.
Les traits et l'apparence d'Henri sont mal connus ; il mesurait probablement environ 168 cm et des récits postérieurs à sa mort suggèrent qu'il avait un corps puissant avec un ptosis,. Le jeune homme montra parfois un tempérament irascible mais l'historien David Carpenter le décrit comme ayant une « personnalité aimable, sympathique et enjouée,, ». Il était naturel, montrait facilement ses émotions et pouvait facilement être ému aux larmes par un sermon,,.
Au début du XIIIe siècle, le royaume d'Angleterre faisait partie d'un « empire » couvrant l'Angleterre depuis l'Écosse et le pays de Galles et les territoires continentaux de Normandie, de Bretagne, du Maine, de l'Anjou, du Poitou et de la Gascogne,, issus de l'héritage des Plantagenêt, et pour lesquels le roi d'Angleterre était vassal du roi de France, devant lui prêter hommage et serment de fidélité. Ce patrimoine avait été constitué au XIIe siècle par Henri II et ses fils Richard Ier et Jean en profitant de la faiblesse de la Couronne française.

### Héritier du trône d’Angleterre
En 1204, Jean dut céder la Normandie continentale, la Bretagne, le Maine et l'Anjou au roi Philippe II de France et le pouvoir anglais ne contrôlait plus que la Gascogne et le Poitou sur le continent. L'accroissement des taxes pour financer des campagnes militaires destinées à récupérer les territoires perdus provoqua la colère de la noblesse anglaise ; Jean chercha de nouveaux alliés en déclarant l'Angleterre un fief de la papauté auquel il devait allégeance,. En 1215, Jean et les barons rebelles négocièrent un accord pour apaiser les tensions, la Magna Carta. Le texte prévoyait la limitation des potentiels abus du pouvoir royal, la démobilisation des armées rebelles et un accord de partage du pouvoir mais aucun des partis ne respecta ses conditions. Jean et les nobles loyalistes répudièrent la Magna Carta et la première guerre des barons éclata avec les rebelles, qui firent alors appel au prince Louis de France, fils de Philippe Auguste, qui fut proclamé roi d'Angleterre à Londres en juin 1216. La situation évolua rapidement vers une impasse car aucun des deux camps n'était capable de prendre l'ascendant. Le roi tomba malade et mourut dans la nuit du 18 octobre 1216 alors qu'Henri n'avait que neuf ans.

## Roi d'Angleterre

### Couronnement

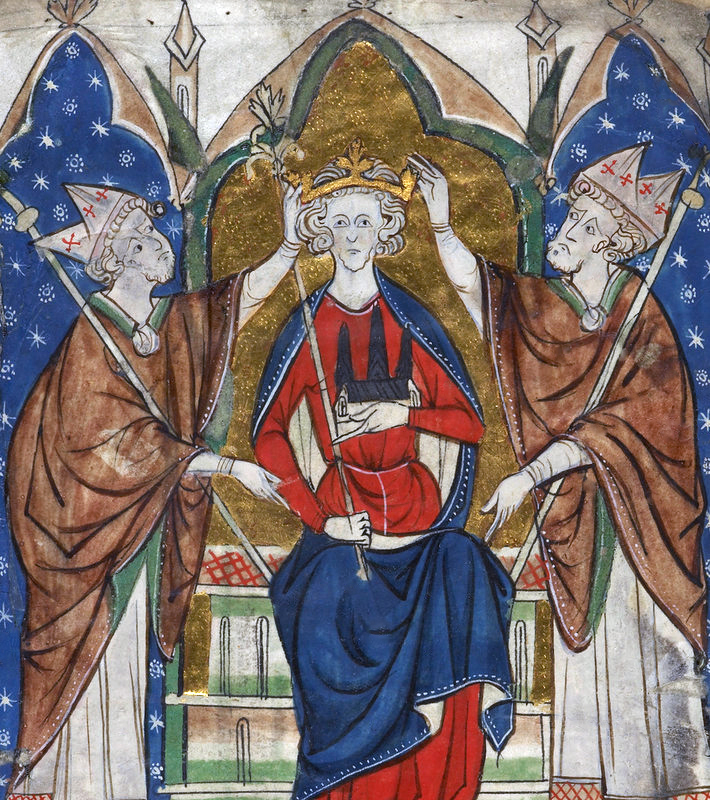
Enluminure du XIIIe siècle représentant le premier couronnement d' en 1216.

Henri était en sûreté avec sa mère dans le château de Corfe dans le Dorset lorsque le roi Jean mourut. Sur son lit de mort, ce dernier avait désigné un conseil de régence composé de treize membres chargés d'aider Henri à reprendre le contrôle du royaume ; il demanda également que son fils soit placé sous la garde de Guillaume le Maréchal, l'un des plus fameux chevaliers d'Angleterre. Les loyalistes décidèrent de couronner Henri immédiatement pour renforcer sa revendication au trône,. Guillaume adouba le garçon et le cardinal Guala Bicchieri, le légat apostolique en Angleterre, supervisa son couronnement en la cathédrale de Gloucester le 28 octobre,,. En l'absence des archevêques de Cantorbéry ou de York, il fut oint par les évêques de Worcester et d'Exeter et couronné par Pierre des Roches,,. La couronne royale ayant été perdue ou volée durant la guerre civile, un simple diadème en or appartenant à la reine-mère Isabelle fut utilisée durant la cérémonie,.
Le jeune roi hérita d'une situation difficile car la moitié de l'Angleterre était contrôlée par les rebelles tandis que les Français occupaient la plus grande partie des territoires continentaux de son père,. Il disposait néanmoins du soutien de Guala qui entreprit de renforcer les liens entre l'Angleterre et la papauté et cela commença dès le couronnement quand Henri III rendit hommage à la papauté, reconnaissant le pape comme son suzerain,. Le pape Honorius III déclara qu'Henri était son vassal et son pupille et que le légat avait toute autorité pour protéger Henri III et son royaume. Par ailleurs, Henri III se déclara croisé et recevait dont une protection particulière de Rome.
Deux nobles influents se présentèrent pour présider le conseil de régence d'Henri III. Le premier était Guillaume qui, bien qu'âgé ; était renommé pour sa loyauté et pouvait soutenir le roi avec sa propre armée. Le second était le comte de Chester, Ranulph de Blondeville, l'un des plus puissants barons loyalistes. Guillaume attendit diplomatiquement que Guala et Ranulph fassent appel à lui pour assumer les fonctions de régent. Il nomma ensuite des Roches comme gardien d'Henri III pour pouvoir se consacrer aux questions militaires.

### Fin de la guerre des barons

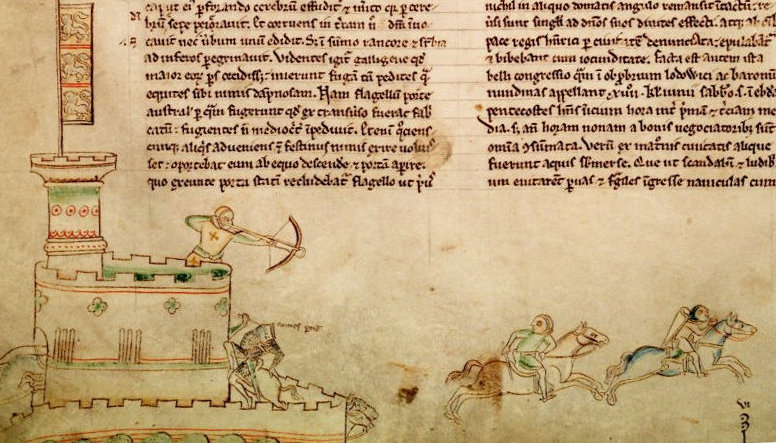
Enluminure de Matthieu Paris montrant la mort du chef rebelle Thomas du Perche lors de la bataille de Lincoln en 1217.

La guerre ne se déroulait pas à l'avantage des loyalistes et le nouveau gouvernement de régence envisagea de se replier en Irlande. Malgré leurs succès, les barons rebelles ne parvenaient cependant pas à prendre définitivement le dessus. Même s'il contrôlait l'abbaye de Westminster, Louis ne pouvait être couronné roi car l'Église d'Angleterre et la papauté soutenaient Henri III,. La mort de Jean avait apaisé certaines craintes des rebelles tandis que les loyalistes contrôlaient encore plusieurs châteaux dans les zones occupées,. Henri III tenta d'exploiter cela en encourageant les barons à se rallier à lui en échange de la rétrocession de leurs terres et de la promulgation d'une nouvelle version de la Magna Carta non sans avoir retiré certaines des clauses dont celles défavorables à la papauté. Cette tactique échoua et l'opposition à Henri III se poursuivit.
En février, Louis se rendit en France pour rassembler des renforts. En son absence, les divisions s'accrurent entre ses partisans français et anglais tandis que le cardinal Guala déclara que la lutte d'Henri III contre les rebelles était une croisade religieuse,. Cela provoqua une série de défections dans le mouvement rebelle et la guerre tourna à l'avantage des loyalistes. Le retour de Louis en avril renforça sa cause et il divisa ses forces en deux : une fut envoyée au nord pour assiéger le château de Lincoln et la seconde resta dans le Sud pour capturer le château de Douvres. Ayant appris la scission des forces rebelles, Guillaume le Maréchal décida de marcher vers le nord et d'attaquer Lincoln. Ses troupes entrèrent dans la ville le 20 mai et capturèrent un grand nombre de chefs rebelles,,. L'historien David Carpenter écrivit que cette victoire fut « l'une des plus décisives de l'histoire anglaise ».

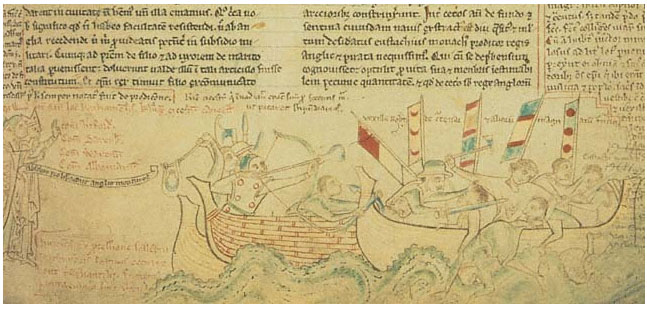
Enluminure de Matthieu Paris sur la bataille de Sandwich de 1217 montrant la capture du navire amiral français et l'exécution d'Eustache le moine (à gauche) sous le regard des évêques anglais (à droite).

La campagne loyaliste s'arrêta après la bataille de Lincoln et ne reprit qu'à la fin du mois de juin après la rançon des prisonniers. Dans le même temps, le soutien français à la campagne de Louis s'affaiblit et il conclut que la guerre était perdue,. Le prince français proposa au cardinal Guala de renoncer à sa revendication au trône d'Angleterre en échange de la rétrocession des terres de ses partisans, la fin des excommunications et la promesse que le gouvernement d'Henri III appliquerait la Magna Carta. Cette proposition de paix fut rejetée par certains loyalistes qui considéraient qu'elle était trop favorable aux rebelles, en particulier envers le clergé qui avait rejoint l'insurrection. En l'absence d'un accord, Louis resta à Londres avec ses derniers partisans.
Le 24 août 1217, une flotte française transportant des renforts et du ravitaillement pour les forces rebelles arriva près de Sandwich dans le Kent. Hubert de Burgh, le justiciar d'Henri III, prit la mer pour l'intercepter et durant la bataille de Sandwich, le navire amiral français fut capturé et son capitaine Eustache le moine fut exécuté. Lorsque Louis apprit la défaite, il entama de nouvelles négociations. Henri III, Isabelle, Louis, Guala et Guillaume s'accordèrent finalement sur ce qui devint le traité de Lambeth ou de Kingston signé le 12 et le 13 septembre. Le texte était similaire à la proposition précédente mais il excluait les ecclésiastiques rebelles dont les terres et les offices restaient confisqués. Louis accepta un don de 6 666 livres pour accélérer son retour en France et il promit d'essayer de convaincre le roi Philippe II de rendre les terres d'Henri III en France,. Il quitta l'Angleterre comme promis et rejoignit la croisade des albigeois dans le Sud de la France.

### Restauration de l'autorité royale

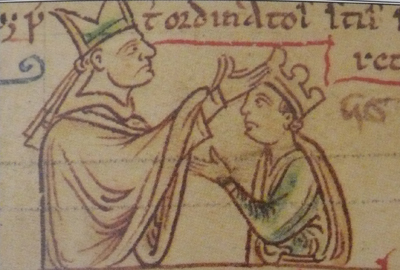
Enluminure de Matthieu Paris sur le second couronnement d' en 1220.

Après la fin de la guerre civile, le gouvernement d'Henri III dut entreprendre la restauration de l'autorité royale dans de nombreuses régions du royaume. À la fin de l'année 1217, de nombreux anciens rebelles ignoraient régulièrement les directives du centre et même les partisans du roi cherchaient à conserver leur indépendance et leur contrôle sur les châteaux royaux. Des fortifications construites illégalement, appelées « châteaux adultérins », avaient émergé dans tout le pays tandis que la destruction du réseau de shérifs réduisait la capacité royale à collecter les impôts et les taxes. Dans le même temps, les nobles gallois menés par le puissant prince Llywelyn s'agitaient dans le pays de Galles et le long des marches galloises,.
Gagner la paix s'avéra plus difficile pour Guillaume que de gagner la guerre. Malgré leurs attentes, Guillaume fut incapable de récompenser les barons qui étaient restés loyaux à la Couronne,. Il tenta sans grand succès de faire appliquer le droit traditionnel du souverain à approuver les mariages mais il parvint à reconstituer la Cour du Banc du Roi (en) et à restaurer l'Échiquier. Le gouvernement promulgua également la charte de Forêt destinée à réformer la gestion royale des forets. Le traité de Worcester de 1218 réduisit les tensions avec Llywelyn mais il soulignait la faiblesse de la Couronne car le prince devenait de fait le justiciar d'Henri III au pays de Galles,.

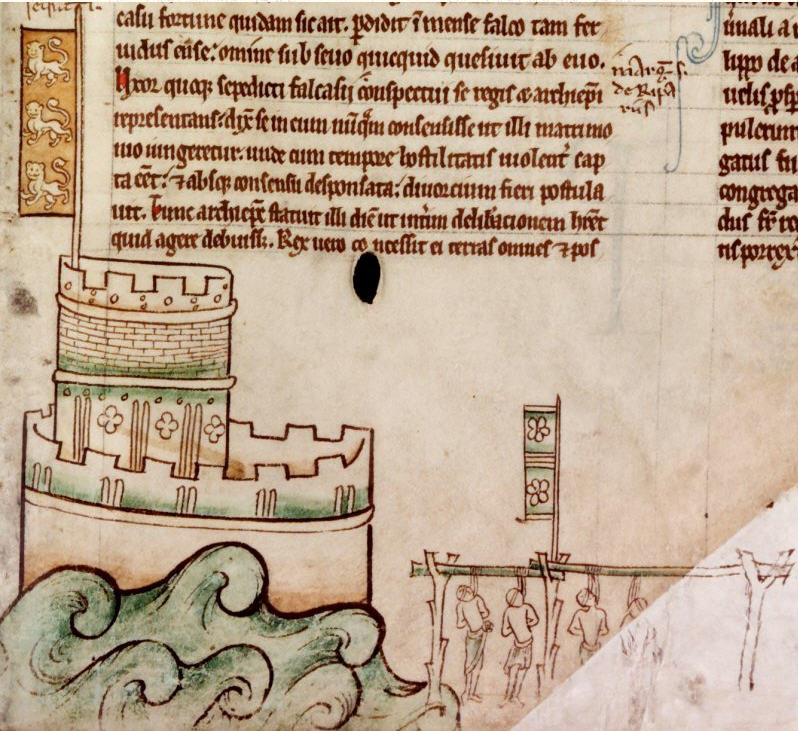
Enluminure de Matthieu Paris sur la prise du château de Bedford et l'exécution de la garnison en 1224.

La mère d'Henri III fut incapable de s'imposer dans le gouvernement de régence et elle retourna en France en 1217 où elle épousa le puissant noble poitevin Hugues X de Lusignan,,. Guillaume le Maréchal tomba malade et mourut en avril 1219. Sa succession fut assurée par un triumvirat composé de Pandulf Musca, le nouveau légat apostolique, Pierre des Roches et Hubert de Burgh, l'ancien justiciar. Les trois hommes avaient été nommés par une grande assemblée de la noblesse à Oxford et ils avaient besoin du soutien de cette dernière pour assurer leur autorité. Hubert et des Roches étaient des rivaux politiques avec le premier soutenu par les barons anglais et le second s'appuyant sur les nobles du Poitou et de Touraine,,. Hubert remporta un succès décisif en 1221 en accusant des Roches de trahison et en lui retirant la garde du roi ; l'évêque quitta l'Angleterre pour participer à la cinquième croisade. Le rappel de Pandulf par le pape la même année laissa Hubert comme le principal acteur du gouvernement de régence,.
Après quelques années difficiles, la situation du gouvernement commença à s'améliorer à partir de 1220. Le pape autorisa le roi à être couronné une seconde fois avec de nouvelles regalia. Cette seconde cérémonie était destinée à renforcer l'autorité du roi ; Henri III promit de restaurer les pouvoirs de la Couronne tandis que les barons juraient de rendre les châteaux royaux et de payer leurs dettes sous peine d'excommunication. Hubert, accompagné par Henri III, entra au pays de Galles pour écraser Llywelyn en 1223 et ses forces reprirent rapidement le contrôle des fortifications royales,,. Les derniers barons récalcitrants furent mis au pas en 1224 lors du siège du château de Bedford ; au terme d'un siège de huit semaines, presque toute la garnison fut exécutée,.
Devenu roi en 1223, Louis VIII de France s'était allié à Hughes de Lusignan et ils envahirent le Poitou puis la Gascogne,. L'armée d'Henri III dans le Poitou était mal préparée et ne disposait pas du soutien des barons poitevins dont beaucoup s'étaient sentis abandonnés durant la régence. La province tomba rapidement et il était clair que la Gascogne allait subir le même sort sans l'envoi de renforts depuis l'Angleterre. Au début de l'année 1225, une grande assemblée approuva une taxe de 40 000 livres pour financer l'envoi d'une armée et cette dernière repoussa les forces françaises,,. En échange de ce soutien, les barons demandèrent une nouvelle promulgation de la Magna Carta de la charte de la Forêt,. Le roi déclara cette fois que ces chartes étaient issues de sa « volonté libre et spontanée » et y apposa le sceau royal donnant ainsi à ces deux textes un pouvoir bien plus grand que leurs versions précédentes,. Les barons s'attendaient à ce que le roi agisse conformément à ces chartes, se soumette à ses lois et gouverne selon les conseils de la noblesse,.

### Début de règne (1227-1234)

#### Invasion de la France
Henri III assuma formellement ses fonctions gouvernementales en janvier 1227 même si certains contemporains ont avancé qu'il était légalement resté un mineur jusqu'à son 21e anniversaire l'année suivante. En récompense de ses services durant sa régence, le roi accorda le titre de comte de Kent à Hubert de Burgh et lui offrit de vastes domaines en Angleterre et au pays de Galles. Malgré sa majorité, Henri III resta très influencé par ses conseillers durant les premières années de son règne et il maintint Hubert au poste de justiciar,.

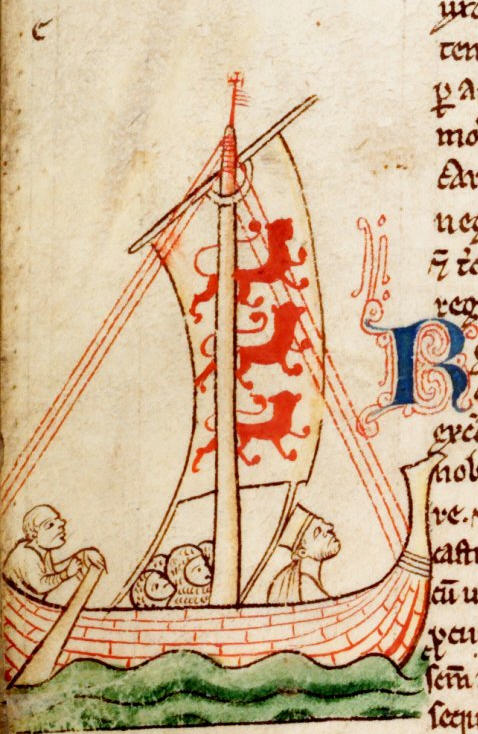
Enluminure de Matthieu Paris représentant le voyage d' en Bretagne en 1230.

Le destin des terres familiales d'Henri III en France restait toujours incertain. Revendiquer ces domaines était très important pour le roi qui employait des expressions comme « réclamer son héritage », « restaurer ses droits » et « défendre ses prétentions légitimes » dans sa correspondance diplomatique. Les rois de France disposaient cependant de revenus de plus en plus importants et avaient donc un avantage militaire sur Henri III. Déjà considérable sous Jean, la différence en termes de ressources disponibles entre les deux royaumes s'était accrue car les revenus du roi de France avaient quasiment doublé entre 1204 et 1221,,,,.
La mort de Louis VIII en 1226 obligea à la mise en place d'une régence pour son fils Louis IX, âgé de 12 ans,. La position du jeune roi était précaire et il dut faire face à de nombreuses révoltes organisées par une grande partie de la noblesse française qui avait conservé ses liens avec l'Angleterre. Ainsi à la fin de l'année 1228, un groupe de nobles normands et angevins demandèrent à Henri III d'attaquer et de récupérer ses terres tandis que Pierre Mauclerc, veuf d'Alix de Bretagne et qui gouvernait le comté de Bretagne pendant la minorité de son fils Jean, entra ouvertement en révolte contre Louis IX en faisant allégeance au roi d'Angleterre,.
Les préparatifs militaires anglais furent lents et le débarquement d'Henri III et de son armée en Bretagne n'eut lieu qu'en mai 1230, après les vaines tentatives de Richard de Cornouailles, frère du roi et son lieutenant en Aquitaine. Peut-être sur les conseils d'Hubert, le roi décida d'éviter un affrontement avec les Français en attaquant le Poitou et non la Normandie. La campagne d'été ne rencontra pas beaucoup de succès et l'armée se replia dans la sécurité de la Gascogne,. Henri III signa une trêve avec Louis IX en 1234 et rentra en Angleterre sans avoir rien obtenu ; l'historien Huw Ridgeway qualifie cette expédition de « coûteux fiasco ».

#### Révolte de Richard le Maréchal
De retour des croisades en août 1231, Pierre des Roches rejoignit le nombre grandissant des opposants à son vieux rival, Hubert de Burgh, le principal conseiller du roi. Il accusa le justiciar d'avoir dilapidé les terres et les finances royales et d'être responsable d'une série d'attaques contre des ecclésiastiques étrangers. Hubert se réfugia dans l'église du Merton College d'Oxford mais Henri III le fit arrêter et emprisonner à la tour de Londres. Des Roches prit le contrôle du gouvernement avec le soutien de la faction poitevine de la noblesse anglaise qui y voyait un moyen de récupérer les terres qu'ils avaient perdu au profit des partisans d'Hubert.
Fort de sa nouvelle autorité, des Roches commença à confisquer les domaines de ses opposants en passant outre toutes les règles de droit. Cela provoqua la colère de nombreux barons dont le fils de Guillaume le Maréchal, Richard, qui accusèrent Henri III de ne pas protéger leurs droits établis par la charte de 1225. La situation dégénéra en une guerre civile entre les partisans de des Roches et ceux de Richard. Le premier envoya des troupes sur les terres de Richard en Irlande et en Galles du Sud. En réponse, ce dernier s'allia avec le prince Llywelyn et ses soutiens se soulevèrent en Angleterre. Henri III ne parvint pas à écraser la révolte et s'inquiéta d'une possible intervention du roi de France avec qui la trêve était sur le point d'expirer.
L'archevêque de Cantorbéry Edmund Rich organisa plusieurs assemblées en 1234 et conseilla au roi de limoger des Roches. Henri III accepta mais Richard mourut des blessures reçues au combat avant la fin des négociations. Ce fut donc son frère cadet Gilbert qui signa le traité final en mai. Dans le même temps, la trêve avec la France expira et le duc de Bretagne dut affronter une nouvelle offensive. Henri III ne put envoyer qu'une faible armée chez son allié et la Bretagne tomba aux mains de Louis IX en novembre. Durant les 24 années qui suivirent, Henri III gouverna seul le royaume plutôt que par l'intermédiaire des ministres.

### Politique intérieure

#### Fonctionnement du gouvernement

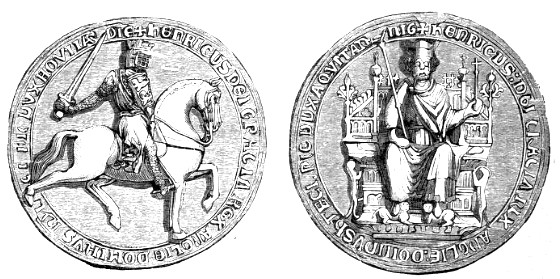
Gravure du grand sceau d'.

Le gouvernement royal anglais avait traditionnellement été centré autour de plusieurs grands offices occupés par de puissants membres de la noblesse. Henri III abandonna cette pratique en laissant vacant le poste de justiciar et en cantonnant le chancelier à un rôle mineur. Un petit conseil royal fut formé mais son rôle était mal-défini ; les nominations, les patronages et la politique étaient décidés par Henri III et son entourage immédiat plutôt que par les plus grandes assemblées du début du règne. Ces évolutions rendirent plus difficiles d'influencer la politique royale pour ceux qui n'appartenaient pas à ce premier cercle.

#### Affaiblissement de l’autorité royale
Henri III considérait que les rois d'Angleterre devaient gouverner dans la dignité et respecter un rituel cérémoniel et religieux. Il estimait que ses prédécesseurs avaient entraîné le déclin du statut royal et chercha à corriger cette évolution. La guerre civile avait profondément marqué le jeune roi et il adopta Édouard le Confesseur comme son saint patron en essayant de reproduire la façon dont le roi anglo-saxon avait ramené la paix en Angleterre,,. Henri III s'efforça donc d'utiliser son autorité royale avec indulgence afin d'apaiser les barons les plus hostiles.
En conséquence, et malgré l'accent mis sur l'autorité royale, le pouvoir d'Henri III était relativement circonscrit et restreint,. Il gouverna généralement en accord avec les chartes qui empêchaient la Couronne de contourner le pouvoir judiciaire pour imposer des amendes ou exproprier les barons comme cela avait souvent été le cas sous Jean,. Les chartes étaient cependant muettes sur les questions sensibles de la nomination des conseillers du roi et de la distribution des patronages et elles ne prévoyaient rien si le roi décidait de les ignorer. Au fil du règne, la gouvernance devint moins rigoureuse et cela entraîna un affaiblissement de l'autorité royale dans les provinces et finalement à la cour, tandis que les incohérences dans l'application des chartes irritèrent de nombreux barons.

#### Relations avec le Parlement

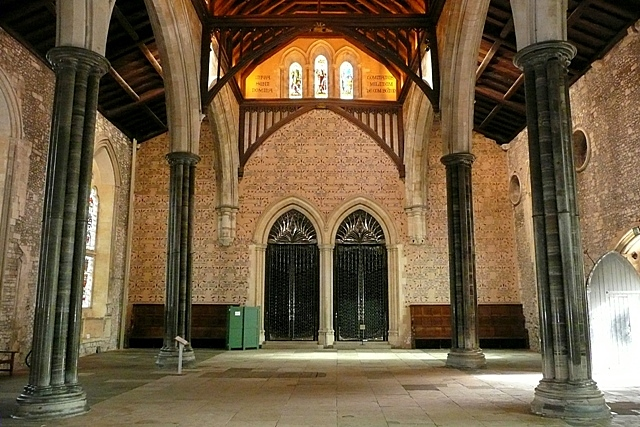
La grande salle du château de Winchester construit par.

L'expression de Parlement apparut pour la première fois dans les années 1230 et 1240 pour désigner les grands rassemblements de la cour et des assemblées parlementaires furent organisées tout au long du règne d'Henri III. Ces dernières étaient généralement organisées pour approuver la création d'une taxe qui, au XIIIe siècle, était un prélèvement unique, typiquement sur les propriétés personnelles, destiné à accroître les revenus de la Couronne pour un projet précis,. Sous le règne d'Henri III, les comtés commencèrent à envoyer des délégations régulières à ces parlements qui ne représentaient plus uniquement les principaux barons,.

#### Application de la justice royale
Malgré les diverses chartes, la justice royale restait incohérente et motivée par des considérations de politique immédiate ; des actions pouvaient être prises pour répondre à la plainte légitime d'un baron mais le problème pouvait également être ignoré. Les tribunaux itinérants, appelés eyres, qui recevaient les plaintes de la petite noblesse ou de la gentry, avaient peu de pouvoir, ce qui permettait aux grands barons de dominer la justice locale. L'autorité des shérifs diminua également sous le règne d'Henri III car, au lieu d'être issus des puissantes familles locales, ils étaient souvent des individus moins influents nommés par le chancelier et qui se concentrait sur la collecte des taxes et des impôts pour le roi. Leur zèle pour obtenir le paiement des amendes ou des dettes fut très mal accepté par les classes inférieures,. À la différence de son père, Henri III ne profita pas des importantes dettes que les barons avaient contractées auprès de la Couronne et il mettait peu d'enthousiasme à exiger le remboursement de ce qui lui était dû,.

### Composition de la cour

#### Proches au sein de la cour royale

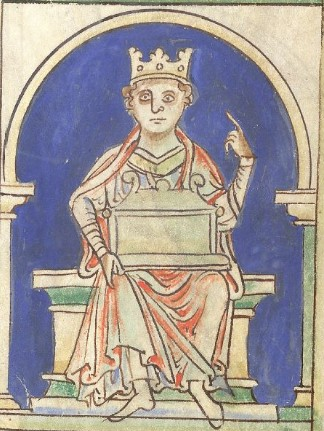
Henry III d'Angleterre, 1255. Auteur anonyme.

La cour royale était centrée autour des hommes de confiance du roi tels que Richard de Clare, Roger et son frère Hugues, Humphrey de Bohun et le frère d'Henri III, Richard. Le souverain voulait utiliser sa cour pour unifier ses sujets anglais et continentaux et il invita notamment Simon de Montfort, un chevalier français qui avait épousé sa sœur Aliénor et devint comte de Leicester, à sa cour. Fortement influencée par les traditions angevines, le français était la langue la plus utilisée et la cour entretenait des relations étroites avec celles de la France, de la Castille, de l'Empire ou de Sicile,.

#### Mode de vie du roi et voyages

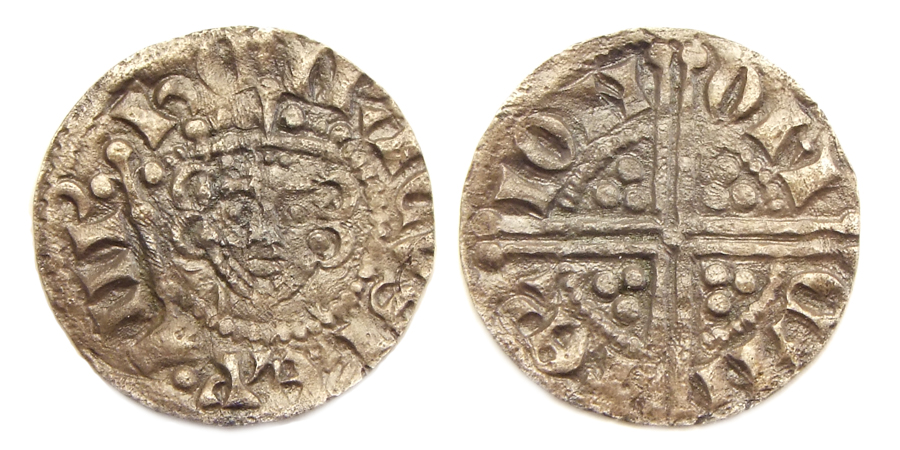
Nouvelle pièce frappée sous. La détection du rognage était facilitée par le fait que le dessin de la croix du revers s'étendait jusqu'au bord.

Henri III voyagea moins que ses prédécesseurs et il adopta un mode de vie plus sédentaire en restant de longues périodes au même endroit avant de changer de château. Une des possibles conséquences de ce style de vie fut son grand intérêt pour l'aménagement de ses résidences ; l'historienne de l'architecture John Goodall écrit qu'il fut « le mécène des arts et de l'architecture le plus enthousiaste à avoir occupé le trône d'Angleterre, ». Il agrandit le complexe royal de Westminster à Londres en reconstruisant le palais et l'abbaye pour un coût d'environ 55 000 livres,,. Comme il s'agissait de sa demeure préférée, il y resta plus longtemps que tous ses prédécesseurs et participa au développement de la capitale anglaise.
Il dépensa 58 000 livres pour ses châteaux et entreprit d'importants travaux à la tour de Londres, à Lincoln et à Douvres,. Tant les défenses que les aménagements intérieurs furent améliorés par des transformations. À Windsor, l'importante reconstruction du château créa un impressionnant complexe royal dont le style inspira les futures réalisations en Angleterre et dans le pays de Galles. La tour de Londres fut agrandie pour former une forteresse concentrique abritant de vastes logements même si Henri III l'utilisa essentiellement comme un refuge en cas de guerre ou de révolte. Il conserva la ménagerie que son père avait créée à la tour ainsi que ses animaux exotiques dont un éléphant, un léopard et un chameau,,.
Henri III réforma le système monétaire en 1247 en modifiant le dessin des pièces pour lutter contre le rognage. En raison du coût initial de la transition, il demanda l'appui financier de son frère Richard mais celle-ci se fit finalement sans difficultés, Entre 1243 et 1258, le roi accumula de grandes quantités d'or. Ayant besoin d'accroître ses revenus, il décida d'en dépenser une partie mais préféra frapper des pièces en or sur le modèle de ce qui se faisait en Italie plutôt que de vendre directement l'or et ainsi provoquer une baisse de sa valeur,,. Cette monnaie surévaluée fut critiquée par la Cité de Londres et sa frappe fut finalement abandonnée,,,.

#### Religion
Henri III était connu pour sa piété qu'il exprimait souvent en public,. Il encouragea des services religieux fastueux et, de manière inhabituelle pour l'époque, célébrait la messe au moins une fois par jour,,,. Il soutenait généreusement les causes religieuses, finançait chaque jour le repas de 500 pauvres et aidait les orphelins. Il jeûnait avant la fête d'Édouard le Confesseur le 13 octobre et a peut-être lavé les pieds des lépreux,. Il réalisait régulièrement des pèlerinages notamment aux abbayes de Bromholm (en), de St Albans et de Walsingham, même s'il a parfois semblé utiliser ces périples pour ne pas avoir à s'occuper des questions politiques du moment,

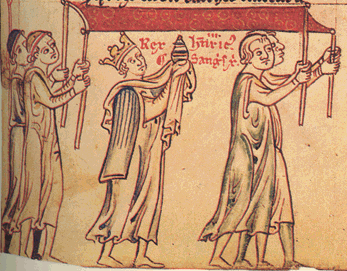
Enluminure d' transportant la relique du Saint Sang à Westminster en 1247.

La piété d'Henri III était partagée par Louis IX de France et les deux hommes ont semblé être en compétition sur ce point. Certains ont ainsi avancé qu'à la fin de son règne, Henri III avait pris l'habitude de toucher (en) les malades d'écrouelles car on pensait que cela permettait soigner les victimes de ce qui était surnommé le « mal royal, ». Louis IX possédait une célèbre collection de reliques attribuées à Jésus qu'il abritait à la Sainte-Chapelle et il parada dans Paris avec la Vraie Croix en 1241 ; en 1247, le patriarche de Jérusalem envoya à Henri III une relique contenant le Saint Sang et ce dernier la déposa à l'abbaye de Westminster afin de rivaliser avec la Sainte-Chapelle,.
Henri III était un grand soutien des ordres mendiants ; ses confesseurs appartenaient à l'ordre dominicain et il facilita leur implantation à Cantorbéry, Norwich, Oxford, Reading et York en les aidant à acquérir des terrains dans ces villes densément peuplées,. Il défendit les ordres militaires et apporta son soutien à l'ordre Teutonique en 1235. Les universités émergentes d'Oxford et de Cambridge reçurent également l'appui du pouvoir royal car Henri III renforça et formalisa leurs pouvoirs et encouragea l'immigration des universitaires de Paris,. Tous les établissements de ce type n'eurent pas cette chance et le roi annula la charte de l'université de Northampton en raison de la concurrence qu'elle faisait à Oxford.
Le soutien qu'offrit la papauté à Henri III durant sa jeunesse eut une influence durable sur ses relations avec Rome et il défendit l'Église avec ferveur tout au long de son règne,. Au XIIIe siècle, Rome et les États pontificaux étaient à la fois une puissance religieuse dominant l'Église européenne et une puissance politique en Italie centrale où elle était militairement menacée par l'Empire. Durant le règne d'Henri III, la papauté développa une importante bureaucratie financée par les revenus des ecclésiastiques italiens nommés par Rome dans toute l'Europe. Cette pratique provoqua des tensions avec le clergé local et cela fut illustré par la lutte entre la papauté et l'évêque de Lincoln Robert Grossetête qui souhaitait renforcer l'indépendance de l'Église anglaise. De la même manière, les demandes de fonds du pape Innocent IV pour financer sa lutte avec l'empereur Frédéric II déclenchèrent des protestations. Même si l'Église écossaise s'affirma par rapport à son équivalente anglaise durant la période, les légats apostoliques aidèrent Henri III à influer sur ses activités.

#### Politique juive

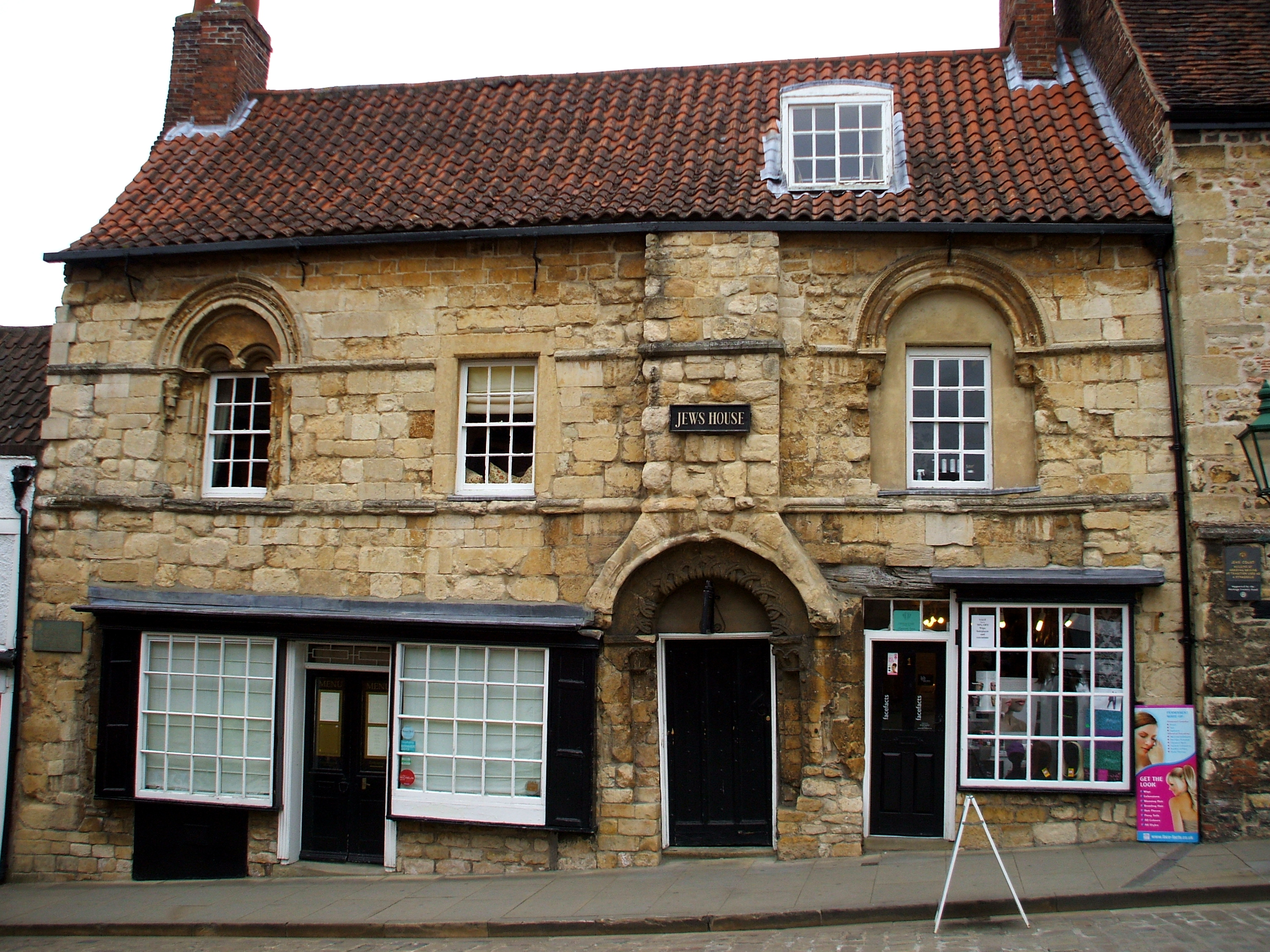
Jew's House du à Lincoln.

Les Juifs vivant en Angleterre subissaient traditionnellement une taxation plus élevée en échange de la protection royale contre les persécutions antisémites. De nombreuses attaques avaient eu lieu durant la première guerre des barons mais la communauté prospéra durant les premières années du règne d'Henri III,. Cette prospérité était essentiellement liée aux mesures adoptées par le gouvernement de régence qui étaient destinées à protéger les Juifs et à encourager l'emprunt. Ces choix n'étaient pas désintéressés car la Couronne tirait des profits substantiels de la présence d'une forte communauté juive en Angleterre. Guillaume le Maréchal continua cette politique malgré les instructions de la papauté qui avait adopté des mesures d'exclusion des Juifs lors du quatrième concile du Latran en 1215.

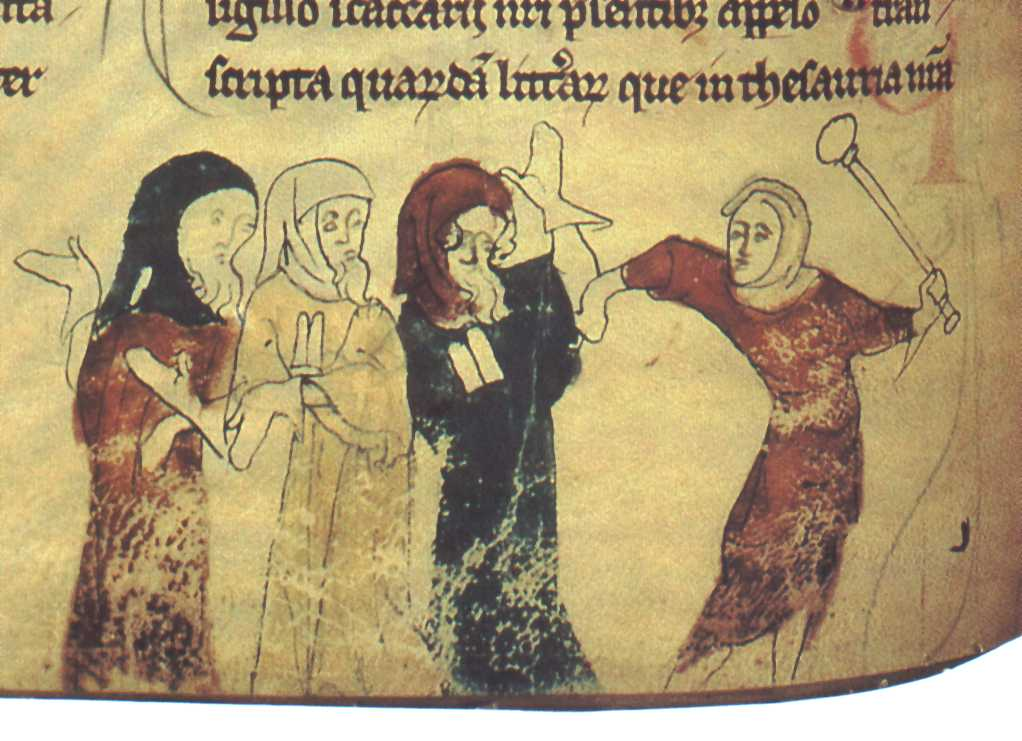
Persécutions des Juifs arborant la tabula imposée par Henry III, Rochester Chronicle.

La situation évolua en 1239 quand Henri III, peut-être pour imiter Louis IX  de France, fit arrêter les dirigeants juifs dans toute l'Angleterre et les obligea à payer des amendes équivalentes à un tiers de leurs possessions tandis que les emprunts impayés auprès d'eux étaient annulés,. En 1244, le roi exigea le paiement de 40 000 livres et les deux tiers de cette somme furent rassemblés en cinq ans ; ces mesures finirent de ruiner la communauté juive qui ne pouvait plus prêter d'argent,. Henri III fit également construire le Domus Conversorum à Londres en 1232 pour pousser à la conversion des Juifs au christianisme et après 1239, l'intensité de ses efforts en ce sens  fut tel que près de 10 % des Juifs d'Angleterre s'étaient convertis à la fin des années 1250. Peu après, Henri III adopta l'édit des Juifs de 1253, destiné à les discriminer en les obligeant à porter un badge en forme de tables de la Loi (tabula) ; le degré d'application réelle de cette mesure reste mal connu, bien que le motif apparaisse encore des décennies plus tard dans l'iconographie médiévale.
Les récits antisémites (antijudaïsme d'alors) impliquant des allégations d'infanticides et « meurtres rituels » se répandirent à partir de 1255 avec l'affaire du jeune Hugh de Lincoln, où incité par le juge (en)John de Lexinton, le roi décida d'emprisonner 99 Juifs et de pendre 18 d'entre eux - les rescapés devant probablement leur pardon à l'intercession des franciscains ou de Richard de Cornouailles, frère du roi.

### Règne personnel

#### Mariage

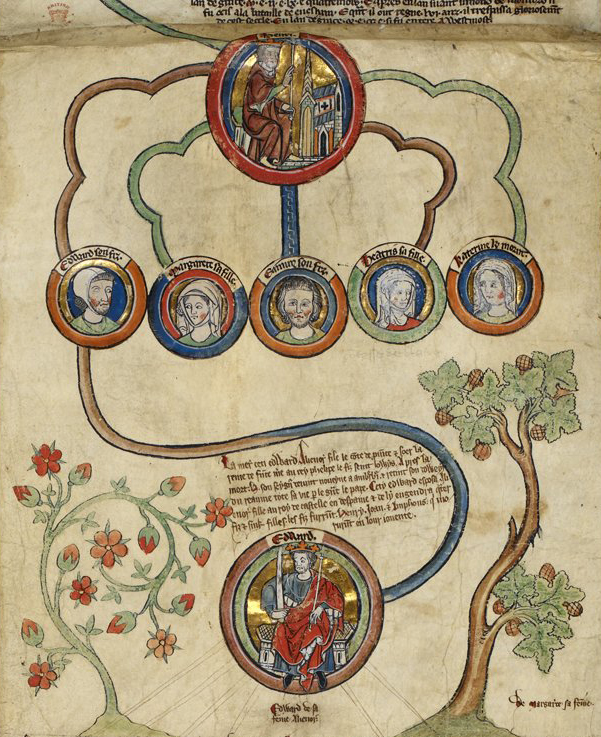
Arbre généalogique du début du XIVe siècle montrant (en haut) et ses enfants (de gauche à droite) : Édouard, Marguerite, Béatrice, Edmond et Catherine.

Plusieurs partenaires avaient été envisagés durant la jeunesse d'Henri III mais ils furent tous rejetés pour des raisons de politique intérieure et internationale,. En 1236, il épousa finalement Éléonore de Provence, la fille du comte Raimond-Bérenger IV de Provence et de Béatrice de Savoie. Éléonore était distinguée et intelligente, mais la politique fut la principale motivation de cette union car Henri III cherchait à former un réseau d'alliance dans le Sud et le Sud-Est de la France. Durant les années qui suivirent, Éléonore émergea comme une dirigeante ferme et inflexible. Les historiens Margaret Howell et David Carpenter la décrivent comme « plus combative » et « bien plus dure et déterminée » que son époux,.
Le contrat de mariage fut signé en 1235 et Éléonore se rendit en Angleterre pour rencontrer Henri III pour la première fois. Ils se marièrent dans la cathédrale de Cantorbéry en janvier 1236 et Éléonore fut couronnée reine peu de temps après lors d'une somptueuse cérémonie en l'abbaye de Westminster. La différence d'âge était importante, Éléonore avait 12 ans contre 28 pour Henri III, mais l'historienne Margaret Howell note que le roi « était généreux, chaleureux et débordait d'affection pour son épouse ». Il lui offrit de riches présents et s'intéressa personnellement à son installation dans sa nouvelle résidence. Il la fit participer à sa vie religieuse et lui transmit son admiration pour Édouard le Confesseur.
Malgré les inquiétudes sur une possible stérilité de la reine, Henri III et Éléonore eurent cinq enfants,,. En 1239, Éléonore donna naissance à un fils, Édouard, nommé d'après le Confesseur. Henri III fut fou de joie et organisa de fastueuses célébrations et fit d'importantes donations à l'Église et aux pauvres pour obtenir la protection divine pour son fils. Ils eurent ensuite une fille l'année suivante, Marguerite, baptisée d'après la sœur d'Éléonore. Leur troisième enfant, Béatrice, nommée d'après sa belle-mère naquit en 1242 durant une campagne dans le Poitou. Né en 1245, Edmond fut nommé d'après le martyr du IXe siècle. Le couple eut une troisième fille, Catherine, en 1253 mais elle tomba rapidement malade peut-être en raison d'une maladie dégénérative comme le syndrome de Rett et elle ne pouvait pas parler,; elle mourut en 1257 au grand désespoir du roi,. Les enfants du couple passèrent la plus grande partie de leur enfance au château de Windsor ; Henri III s'efforçait de rester le plus longtemps possible avec eux et quittait rarement sa famille pour de longues périodes,.
Après le mariage d'Éléonore, beaucoup de ses proches savoyards la rejoignirent en Angleterre comme ses oncles Boniface qui devint archevêque de Cantorbéry et Guillaume qui fut le principal conseiller du roi pendant une courte période,. Henri III arrangea de nombreux mariages avec la centaine d'immigrés savoyards pour leur faire intégrer la noblesse anglaise et cela causa des tensions avec les barons locaux qui refusaient que des étrangers acquièrent des propriétés. Les Savoyards s'efforcèrent de ne pas exacerber les frictions et ils s'intégrèrent rapidement dans la société aristocratique anglaise où ils fournirent un important soutien à Éléonore,.

#### Poitou et les Lusignan

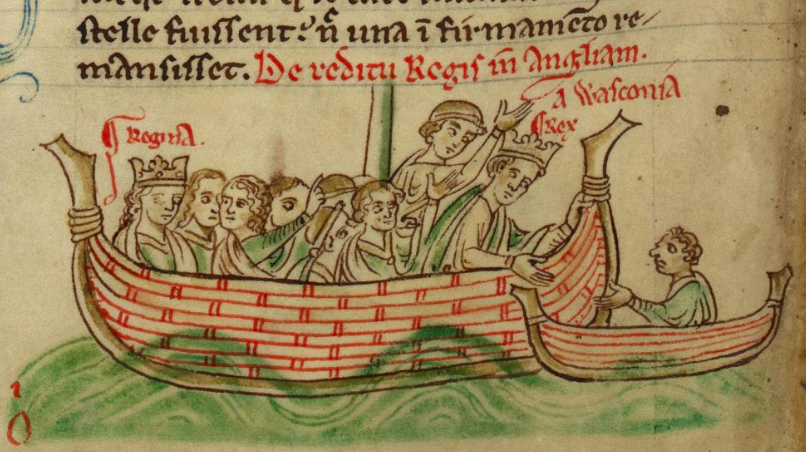
Enluminure de Matthieu Paris montrant Éléonore (à gauche) et (à droite) retournant en Angleterre depuis le Poitou en 1243.

En 1241, les barons du Poitou, dont le beau-père (second époux de sa mère) d'Henri III, Hugues de Lusignan, se soulevèrent contre Louis IX de France. Hugues X de Lusignan, qui avait renoncé à l'Aunis, donné par la suite à Alphonse de Poitiers, constitua une coalition, poussé par sa femme Isabelle, veuve de Jean sans Terre. Allié au roi Henri III et au comte de Toulouse Raymond VII, il défia Alphonse de Poitiers le 25 décembre 1241, ce qui lui valut d'être cité devant les Pairs. L'appui du souverain anglais mit du temps à mobiliser une armée et n'arriva en France qu'à l'été suivant,. La campagne fut hésitante et sapée par le retournement d'alliance d'Hugues qui, ayant renoncé à l'Aunis, rallia le roi de France,. Le 20 mai, l'armée d'Henri III fut encerclée par les Français à Taillebourg ; le frère du roi, Richard, persuada les Français de retarder leur attaque et Henri III en profita pour s'échapper à Bordeaux,. Simon de Montfort, qui mena une action d'arrière-garde victorieuse durant le repli, fut furieux de l'incompétence du roi et déclara qu'il devrait être emprisonné comme le roi Charles III le Simple au Xe siècle. La révolte poitevine fut écrasée et Henri III signa une trêve de cinq ans avec la France ; sa campagne fut un désastre qui avait coûté plus de 80 000 livres,.
À la suite de ce soulèvement, le pouvoir français s'étendit à tout le Poitou et menaça les intérêts de la famille de Lusignan [d'après d'autres historiens, cette victoire ne changea pas la position territoriale des rois de France, puisque le Poitou, donné en apanage à Alphonse de Poitiers en 1241, avant que n'éclate cette guerre, était déjà en possession de la Couronne de France,. En 1247, Henri III encouragea ses proches à s'installer en Angleterre où il leur accorda de vastes domaines essentiellement aux dépens des barons anglais,. Près d'une centaine s'y installèrent et le roi accorda à la plupart des revenus de plus de 66 livres,. Beaucoup reçurent des terres en Irlande ou dans les marches galloises où ils protégeaient les frontières. Pour Henri III, la communauté était un important symbole de ses espoirs de reconquête du Poitou et de ses autres fiefs en France ; ainsi, beaucoup de Lusignan devinrent de proches amis de son fils Édouard,.
Cette présence de la famille étendue d'Henri III en Angleterre se révéla néanmoins controversée. Les chroniqueurs Roger de Wendover et Matthieu Paris s'inquiétaient du nombre de ces étrangers et l'historien Martin Aurell souligne les connotations xénophobiques de leurs récits. Le terme « Poitevins » fut globalement appliqué à ce groupe même si peu étaient effectivement originaires du Poitou et, dans les années 1250, une forte rivalité opposa les Savoyards relativement bien intégrés et les Poitevins récemment arrivés,. Les Lusignan commencèrent à violer la loi pour prendre l'ascendant sur les autres barons et les Savoyards et Henri III fit peu pour les en empêcher. En 1258, l'aversion générale envers les Poitevins se transforma en haine avec Simon de Monfort comme l'un de leurs principaux opposants,.

#### Écosse, pays de Galles et Irlande
La position d'Henri III au pays de Galles se renforça après la mort de Llywelyn le Grand en 1240,. Trois campagnes militaires furent menées dans les années 1240 et de nouveaux châteaux furent construits pour renforcer la domination anglaise dans les territoires gallois,. Dafydd, le fils de Llywelyn, s'opposa à ces incursions mais mourut en 1246 et Henri III signa l'année suivante le traité de Woodstock avec les petits-fils de Llywelyn le Grand, Owain le Rouge et Llywelyn le Dernier. Selon ce texte, ils cédaient des terres au roi mais conservaient le cœur de leur principauté à Gwynedd. En Galles du Sud, le souverain anglais renforça progressivement son autorité mais il ne mena pas une campagne aussi active que dans le Nord et il ne fit rien pour empêcher les marches galloises de devenir de plus en plus indépendantes de la Couronne.
L'Irlande était une possession importante de la Couronne en raison des revenus qu'elle en tirait, une moyenne de 1 150 livres par an au milieu du règne d'Henri III, et comme une source de terrains à accorder à ses partisans,. Les années 1240 furent marquées par d'importants soulèvements après la mort de plusieurs barons et Henri III en profita pour redistribuer leurs terres. Il créa ainsi une zone tampon contre les Irlandais et les rois irlandais commencèrent à souffrir de la pression des colons au fur et à mesure que la domination anglaise s'accroissait.
Durant le règne d'Henri III, les relations entre l'Angleterre et l'Écosse furent relativement pacifiques en raison du lien de suzeraineté entre le roi anglais et Alexandre II d'Écosse,. Henri III estimait qu'il avait le droit d'interférer dans les affaires écossaises et il n'hésitait pas à rappeler son autorité sur les rois d'Écosse mais il n'avait ni les ressources ni l'envie de faire plus,. Alexandre II avait occupé des portions du Nord de l'Angleterre durant la première guerre des barons mais avait été excommunié et contraint de se replier. Les relations s'améliorèrent après le mariage en 1221 d'Alexandre II avec la sœur d'Henri III, Jeanne, tandis que les disputes frontalières furent réglées par la signature du traité d'York en 1237,. Henri III adouba Alexandre III d'Écosse avant que jeune roi n'épouse sa fille Marguerite en 1251 et, malgré le refus du roi écossais de rendre hommage à Henri III, les deux souverains entretinrent des relations cordiales,. Le roi organisa le sauvetage d'Alexandre III et de son épouse alors qu'ils étaient emprisonné au château d'Édimbourg par un noble écossais s'étant révolté en 1255 et il prit des mesures pour aider son beau-fils à gouverner durant sa minorité.

#### Stratégie européenne
Henri III n'eut pas l'occasion de reconquérir ses territoires français après le désastre de Taillebourg. Ses ressources étaient bien moins importantes que celles de la Couronne française et à la fin des années 1240, il était devenu clair que Louis IX était le souverain dominant en France,. Henri III adopta alors ce que l'historien Michael Clanchy a qualifié de « stratégie européenne » destinée à former des alliances avec d'autres puissances européennes pour contraindre Louis IX à abandonner ses territoires,. Il chercha notamment à se rapprocher de l'empereur Frédéric II en espérant qu'il se tournerait contre son voisin français ou autoriserait ses nobles à participer aux campagnes anglaises. Ce faisant, l'attention d'Henri III se détourna des questions internes à l'Angleterre pour se concentrer sur les politiques européennes.

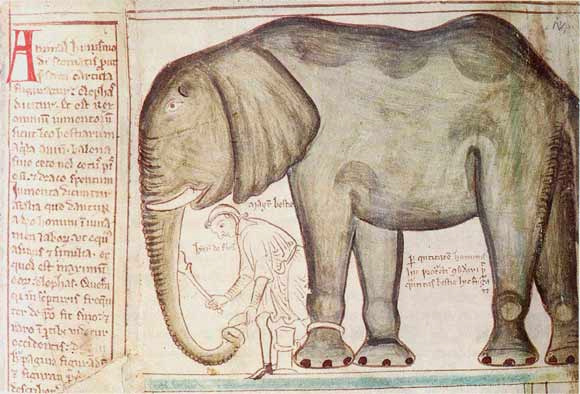
Enluminure de Matthieu Paris représentant l'éléphant offert par Louis IX à.

Les croisades étaient une cause populaire au XIIIe siècle et, en 1248, Louis IX participa à la malheureuse septième croisade après avoir signé une nouvelle trêve avec l'Angleterre et avoir reçu l'assurance du pape qu'il protégerait ses terres contre une éventuelle attaque anglaise,. Henri III aurait pu rejoindre la croisade mais la rivalité entre les deux souverains rendit cela impossible et après la défaite des croisés à Mansourah en 1250, le roi anglais annonça qu'il entreprendrait sa propre expédition vers le Levant,,. Le roi commença à organiser le passage de son armée auprès de souverains amis sur le trajet, rassembla des navires et réduisit les dépenses de la Couronne pour financer la croisade,,. Henri III semblait enthousiaste à l'idée d'entreprendre cette expédition qui reflétait sa piété mais ces plans lui offriraient également une plus grande crédibilité pour exiger le retour de ses possessions en France,.
La croisade d'Henri III fut néanmoins annulée car les dures politiques de Simon de Monfort en Gascogne avaient provoqué une révolte en 1252 et le soulèvement était soutenu par le roi Alphonse X de Castille,,. La cour anglaise était partagée sur le problème : Simon et Éléonore avançaient que les Gascons étaient les responsables de la crise tandis qu'Henri III et les Lusignan accusaient l'incompétence de Simon. Contraint d'intervenir personnellement, Henri III mena une campagne efficace, bien que coûteuse, avec l'aide des Lusignan et il parvint à ramener le calme,,. Alphonse signa un traité d'alliance en 1254 et le mariage du fils d'Henri III, Édouard à la demi-sœur du roi castillan, Éléonore, permit de sécuriser une paix durable entre les deux pays, .
De retour de Gascogne, et à l'instigation de leurs épouses respectives, Henri III rencontra Louis IX pour la première fois et les deux rois devinrent de proches amis. Ayant coûté plus de 200 000 livres, la campagne militaire avait épuisé tout le trésor prévu pour la croisade et Henri III s'était lourdement endetté auprès de son frère Richard et des Lusignan,,.

#### Question sicilienne
Henri III n'abandonna pas ses espoirs d'une croisade mais se concentra sur la possibilité d'acquérir le riche royaume de Sicile pour son fils Edmond. La Sicile était contrôlée par l'empereur Frédéric II qui était le rival du pape Innocent IV. À la mort de Frédéric II en 1250, le pape se mit en quête d'un souverain mieux disposé envers la papauté. Henri III voyait la Sicile comme un territoire de choix pour son fils et une excellente base pour une croisade vers l'est. Sans vraiment avoir consulté sa cour, Henri III négocia en 1254 avec Innocent IV pour qu'Edmond soit le prochain souverain. Le pape pressa le roi anglais d'envoyer son fils à la tête d'une armée pour reprendre l'île au fils de Frédéric II, Manfred Ier, en offrant de financer la campagne,.

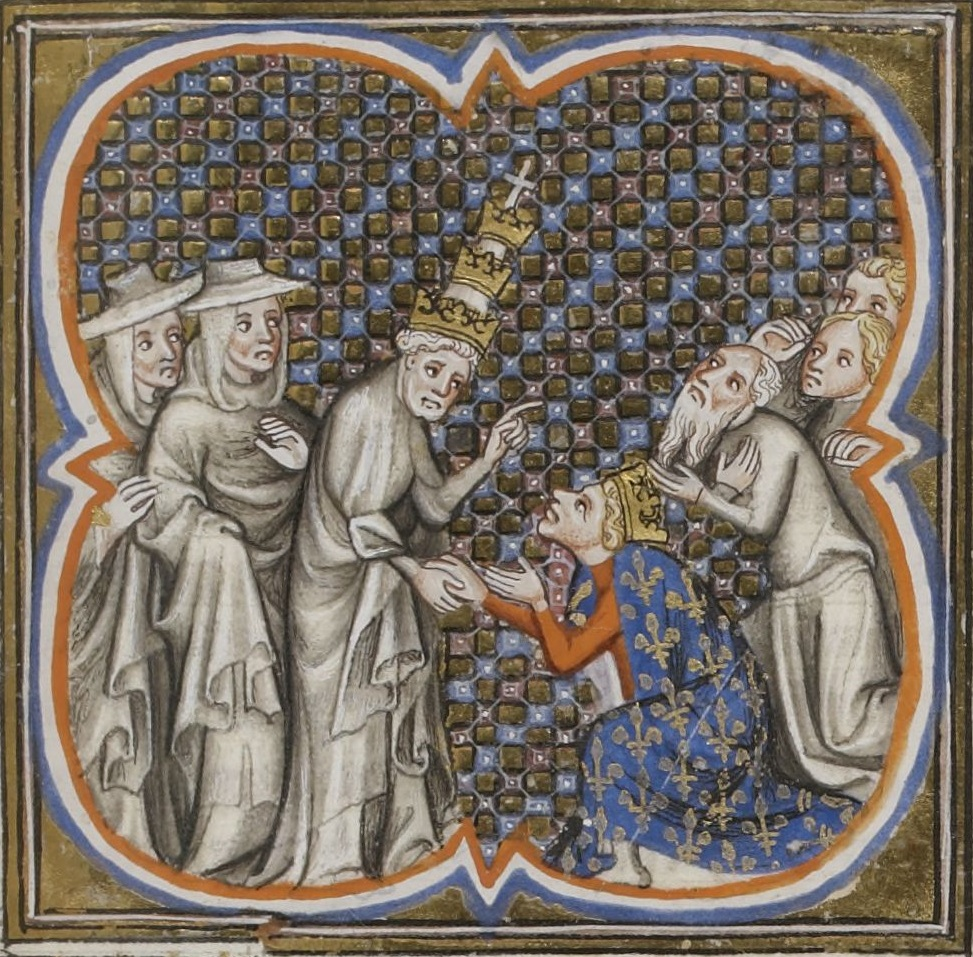
Enluminure du XIVe siècle représentant la rencontre du pape Innocent IV (à gauche) et de Louis IX (à droite) à Cluny en 1248.

Le successeur d'Innocent IV, Alexandre IV, devait faire face à une pression militaire de plus en plus forte de l'Empire,. Il n'avait plus les moyens de financer Henri III et demanda au contraire que le roi anglais indemnise la papauté pour les 90 000 livres qu'elle avait dépensé pour combattre Manfred Ier,. Cela était une somme colossale et Henri III se tourna vers le Parlement en 1255 pour obtenir ces fonds mais cela lui fut refusé ; d'autres tentatives suivirent mais seule une faible participation parlementaire avait été obtenue en 1257. Alexandre IV fut déçu par la prévarication anglaise et il envoya en 1258 un émissaire auprès d'Henri III pour le menacer d'excommunication s'il ne remboursait pas la papauté et n'envoyait pas l'armée promise en Sicile,. Le Parlement refusa à nouveau de soutenir le roi et Henri III chercha à extorquer de l'argent auprès du clergé en l'obligeant à signer des documents par lequel il promettait des fonds illimités à la Couronne,. Cela permit de lever près de 40 000 livres mais mécontenta l'Église anglaise qui considérait que l'argent était gaspillé dans une guerre interminable en Italie,.
Dans le même temps, Henri III tenta d'influencer l'élection du roi des Romains dans l'Empire. Lorsque les principaux candidats allemands échouèrent à rassembler suffisamment de soutiens, le roi anglais commença à pousser la candidature de son frère Richard en réalisant des dons auprès de ses potentiels soutiens dans l'Empire. L'élection de Richard en 1256 le prédestinait à être couronné empereur mais il continua à jouer un rôle important dans les politiques anglaises,. Son élection entraîna des réactions mitigées en Angleterre ; Richard était considéré comme un conseiller modéré et raisonnable et sa présence était appréciée par les barons mais il fut également accusé, peut-être à tort, d'avoir financé sa campagne en Allemagne avec le trésor anglais. Même si Henri III avait renforcé la perspective d'une alliance avec l'Empire contre Louis IX, les deux rois entreprirent de résoudre leurs différends pacifiquement ; pour le souverain anglais, ce traité lui permettrait de se concentrer sur la Sicile et sa croisade,.

### Coup d’État des nobles (1258)

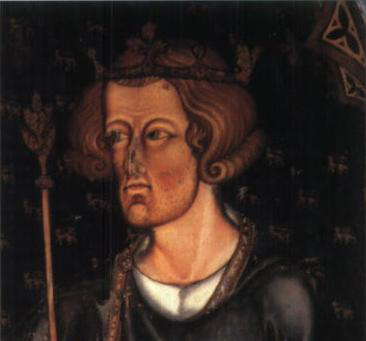
Sedilia de l'abbaye de Westminster datant de la fin du XIIIe siècle et représentant le fils d', Édouard.

À la fin des années 1250, le mécontentement monta chez les nobles anglais en raison de la manière dont les représentants du roi collectaient les taxes, de l'influence des Poitevins à la cour et de l'impopulaire politique sicilienne ; même l'Église anglaise était irritée par son traitement par le souverain,. Les Gallois étaient toujours en lutte ouverte contre le roi et ils s'allièrent avec l'Écosse. La situation d'Henri III était compliquée par la situation économique de la Couronne ruinée par ses dépenses en Sicile. Ses critiques avancèrent qu'il n'avait jamais eu l'intention de rejoindre les croisades et voulait simplement profiter des dîmes qui leur étaient associées. Pour ne rien arranger, les récoltes furent mauvaises et beaucoup de courtisans estimaient que le roi serait incapable de mener le pays lors de cette crise.
La situation bascula en avril 1258, lorsque Simon de Montfort, Roger et Hugues Bigot (en), John Fitzgeoffrey (en), Pierre de Montfort, Pierre de Savoie et Richard de Clare formèrent une alliance secrète pour chasser les Lusignan de la cour, une action probablement discrètement soutenue par la reine,,. Le 30 avril, Hugh Bigod et ses co-conspirateurs entrèrent à Westminster au milieu d'une séance du Parlement et organisèrent un coup d'État,. Craignant d'être arrêté et emprisonné, Henri III accepta d'abandonner sa politique de règne personnel et de gouverner via un conseil de 24 nobles et ecclésiastiques nommés à moitié par le roi et à moitié par les barons,. Il désigna néanmoins plusieurs Lusignan haïs par les nobles anglais.
Les demandes de réformes se poursuivirent et un nouveau Parlement se rassembla en juin ; il adopta une série de mesures appelées les provisions d'Oxford qu'Henri III promit de respecter,. Le texte prévoyait la création d'un conseil réduit de 15 membres, élus uniquement par les barons, avec le pouvoir de nommer le justiciar, le chancelier et le trésorier, et qui serait contrôlé par un Parlement devant se réunir trois fois par an,. Le nouveau conseil comptait des représentants de la faction savoyarde mais aucun Lusignan et le gouvernement entreprit immédiatement d'exiler les principaux nobles poitevins et de confisquer leurs châteaux dans le pays,.
Des désaccords apparurent cependant rapidement entre les barons impliqués dans le coup d'État. Montfort défendait des réformes radicales destinées à imposer des limitations à l'autorité et aux pouvoirs des grands barons et de la Couronne ; d'autres comme Hughes Bigod ne souhaitaient que des changements modérés tandis que les plus conservateurs s'inquiétaient des restrictions qui avaient déjà été imposées au pouvoir royal. Le fils d'Henri III, Édouard, était initialement opposé au coup d'État mais il rallia Montfort et l'aida à faire adopter les radicales provisions de Westminster de 1259 qui introduisaient de nouvelles limitations à la noblesse et à la Couronne.

### Crise de la monarchie (1258-1264)

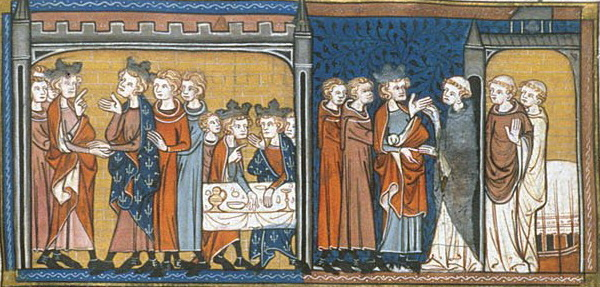
Enluminure du XIVe siècle montrant la rencontre d' et de Louis IX en 1259.

Durant les quatre années qui suivirent, ni Henri III ni les barons ne parvinrent à ramener le calme en Angleterre et le contrôle du pouvoir alterna entre les différentes factions. L'une des priorités du nouveau régime était cependant de régler le long différend avec la France et à la fin de l'année 1259, Henri III, Éléonore, Simon de Montfort et la plupart des conseillers se rendirent à Paris pour négocier les derniers détails d'un traité de paix avec Louis IX. Selon le texte, le monarque anglais abandonnait ses revendications dans le Nord de la France mais il était reconnu comme le souverain légitime de la Gascogne et des territoires du Sud de la France même s'il devait accepter la suzeraineté de Louis IX pour ces possessions.
Lorsque Montfort rentra en Angleterre, Henri III, soutenu par Éléonore, resta à Paris pour réaffirmer l'autorité royale et il commença à édicter des ordres royaux indépendamment des barons. Le roi anglais retourna en Angleterre en avril 1260 bien décidé à reprendre le pouvoir alors que les relations se tendaient entre Clare, d'un côté, et Montfort et Édouard, de l'autre. Le frère d'Henri III, Richard, tenta d'apaiser les tensions et d'éviter un affrontement militaire ; Édouard se réconcilia avec son père et Montfort fut jugé pour ses actions contre le roi ; la situation restait cependant explosive et en octobre, une coalition menée par Montfort, Clare et Édouard reprit le pouvoir mais leur autorité s'effondra rapidement.
Henri III continuait de soutenir publiquement les provisions d'Oxford mais il ouvrit des négociations secrètes avec le pape Urbain IV pour être libéré du serment qu'il avait pris à Oxford. En juin 1261, le roi annonça que Rome avait accepté ses demandes et il entreprit immédiatement de restaurer ses anciens pouvoirs avec l'aide d'Édouard. Il purgea le corps des shérifs de ses opposants et reprit le contrôle de la plupart de ses châteaux royaux. Les barons furent temporairement réunis par leur opposition aux actions d'Henri III et ils organisèrent leur propre parlement, indépendamment du roi, avant d'établir un système parallèle de gouvernements locaux dans tout le pays. Henri III et Éléonore mobilisèrent leurs propres partisans et levèrent une armée de mercenaires. Devant le spectre d'une guerre civile, les barons cédèrent ; Clare changea à nouveau de camp, Montfort se réfugia en France et la résistance des barons s'effondra.
Le gouvernement d'Henri III reposait essentiellement sur Éléonore et ses soutiens savoyards et il se révéla éphémère. Il tenta de régler la crise en obligeant les barons à accepter le traité de Kingston qui introduisait un système d'arbitrage pour juger les litiges entre le roi et les nobles ; Richard était initialement l'arbitre tandis que Louis IX était le dernier recours si le premier ne parvenait pas à obtenir un compromis. Il revint également sur certaines de ses politiques en réponse aux inquiétudes des barons mais il recommença rapidement à cibler ses adversaires politiques et à reprendre son impopulaire politique sicilienne. Son gouvernement fut affaibli par la mort de Richard de Clare car son héritier, Gilbert, rejoignit les radicaux ; la position du roi fut encore fragilisée par d'importantes incursions galloises et par la décision du pape de revenir sur son jugement précédent et d'estimer que le serment d'Henri III à Oxford était légitime. Au début de l'année 1263, l'autorité royale s'était évaporée et le pays se dirigeait vers la guerre civile.

#### Seconde guerre des barons

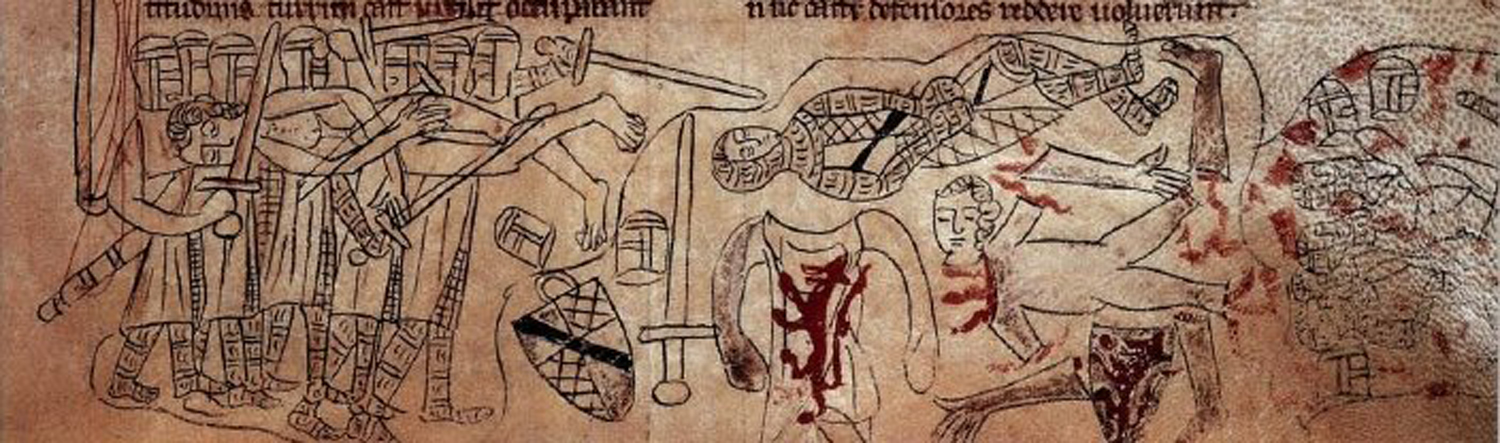
Représentation du XIIIe siècle de la mutilation de Simon de Monfort à la suite de la bataille d'Evesham en 1264.

Montfort rentra en Angleterre en avril 1263 et rassembla un conseil des barons à Oxford pour relancer la lutte contre les Poitevins. La seconde guerre des barons éclata peu après dans les marches galloises et en octobre, l'Angleterre sombra dans une guerre civile entre Henri III soutenu par Édouard, Bigod et les barons conservateurs contre Montford, Clare et les radicaux,. Montfort marcha vers l'est avec une armée en direction de Londres dont la population se souleva. Henri III et Éléonore furent piégés dans la tour de Londres par les rebelles ; la reine tenta de s'échapper par la Tamise pour rejoindre l'armée d'Édouard à Windsor mais elle fut contrainte de faire demi-tour par les Londoniens. Montfort fit prisonnier le couple royal et même s'il maintint la fiction d'un gouvernement au nom d'Henri III, les rebelles remplacèrent complètement le gouvernement royal avec leurs partisans.

#### LeDit d'Amiens
La coalition de Montfort commença néanmoins rapidement à se désintégrer ; Henri III récupéra une certaine liberté d'action et le chaos s'étendit à toute l'Angleterre.
Le roi fit appel à Louis IX de France pour arbitrer la dispute comme cela était prévu par le traité de Kingston ; Montfort était initialement hostile à cette idée mais devant la dégradation de la situation, décida d'accepter l'arbitrage français. Le roi d'Angleterre se rendit personnellement à Paris avec les représentants de Montfort.
Au terme de plusieurs mois de débats, Louis IX annonça en janvier 1264 la mise d'Amiens condamnant les rebelles, reconnaissant les droits du roi d'Angleterre et annulant les provisions d'Oxford,. Laissant Éléonore à Paris pour rassembler des mercenaires, Henri III rentra en février en Angleterre où la décision française était très mal acceptée,.

#### Fin de la rébellion
En avril 1264, Henri III mena une armée dans les territoires de Montfort dans les Midlands avant de continuer vers le sud-est. Désespéré, Montfort se lança à la poursuite de l'armée royale et malgré sa supériorité numérique, celle-ci fut battue à la bataille de Lewes le 14 mai. Richard fut capturé tandis qu'Henri III et Édouard se replièrent dans un prieuré voisin avant de se rendre le lendemain. Le roi fut contraint d'amnistier les barons rebelles et de réinstaurer les provisions d'Oxford, ce qui faisait de lui, selon l'historien Adrian Jobson, « à peine plus qu'un homme de paille ».
Montfort fut néanmoins incapable de profiter de sa victoire et le désordre se poursuivit dans le pays. En France, Éléonore planifia une invasion de l'Angleterre avec l'aide de Louis IX tandis qu'Édouard échappa à ses gardiens en mai et assembla une nouvelle armée. Il poursuivit les rebelles et assiégea le château de Kenilworth avant de continuer vers le sud. Montfort, toujours accompagné d'Henri III, ne parvint pas à s'échapper et fut battu à la bataille d'Evesham le 4 août. Son corps fut mutilé par les vainqueurs tandis que le roi, qui portait une armure empruntée, faillit être tué lors des combats avant d'être reconnu et emmené en sécurité. Privée de son chef, la rébellion perdit en intensité et les derniers rebelles, isolés dans l'Isle of Ely, se rendirent en juillet 1267, marquant la fin de la guerre,.

### Retour au calme et dernières années
Henri III entreprit rapidement de se venger de ses ennemis après la bataille d'Evesham,. Il ordonna immédiatement la confiscation de toutes les terres des rebelles, ce qui entraîna une vague de pillages dans tout le pays,. Il rejeta initialement tous les appels à la modération mais fut persuadé en octobre 1266 par le légat apostolique Ottobono de' Fieschi d'adopter une politique moins brutale appelée le dictum de Kenilworth (en) qui autorisait le retour des terres rebelles en échange du paiement de lourdes indemnités. L'édit de Marlborough (en) de novembre 1267 reprenait la plupart des provisions de Westminster et limitait les pouvoirs des représentants locaux et des grands barons mais n'imposait pas de restrictions à l'autorité royale centrale,. En septembre 1267, Henri III signa le traité de Montgomery avec Llywelyn le reconnaissant comme prince de Galles et lui accordant de nombreux territoires.
À la fin des années 1260, le temps commença à faire son effet sur le roi qui se concentra sur la paix dans son royaume et sur sa propre vie spirituelle tandis qu'Édouard joua un rôle plus important dans les affaires du gouvernement,. Le trésor royal était dans une situation difficile au sortir de la guerre et quand Édouard décida de participer à la huitième croisade en 1268, il devint évident que de nouvelles taxes étaient nécessaires,. Henri III craignait que l'absence de son fils n'encourage de nouvelles révoltes mais ce dernier le poussa à négocier avec plusieurs parlements pour rassembler les fonds nécessaires,,. Le roi continua à investir dans l'abbaye de Westminster qui devint un équivalent du mausolée Plantagênet de l'abbaye de Fontevraud et, en 1269, il organisa une grande cérémonie pour réinhumer Édouard le Confesseur dans une châsse richement ornée et aida personnellement à porter le corps dans sa nouvelle sépulture,,,.

### Mort et inhumation du roi

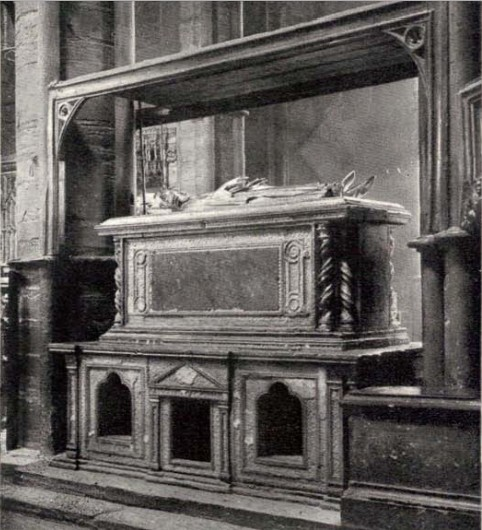
Tombe d' dans l'abbaye de Westminster.

Édouard prit le chemin de la huitième croisade menée par Louis IX en 1270 mais le roi devint de plus en plus malade ; les rumeurs de révolte poussèrent le roi à demander à son fils à rentrer en Angleterre mais ce dernier refusa,,. Après une légère amélioration de son état, le roi annonça son intention de rejoindre la croisade. Finalement, dans la soirée du 16 novembre 1272, le roi Henri III meurt à Westminster, à l’âge de 65 ans. Sa disparition met un terme à un long règne de 56 ans, le quatrième plus long de l’histoire anglaise,,. 
Devenu roi sous le nom d'Édouard Ier, son fils entreprit lentement le voyage de retour et ne revint en Angleterre qu'en août 1274.
À sa demande, Henri III fut inhumé dans l'abbaye de Westminster en face de l'autel dans l'ancienne sépulture d'Édouard le Confesseur,,. Quelques années plus tard, des travaux furent entrepris pour lui offrir une tombe plus grandiose et en 1290, Édouard transféra le corps de son père dans sa sépulture actuelle dans l'abbaye de Westminster. Son gisant en laiton doré fut dessiné et réalisé par l'orfèvre William Torell (en) ; à la différence des autres exemples de la période, ce dernier était particulièrement réaliste même s'il ne représente probablement pas fidèlement le roi défunt.
Éléonore espérait probablement que son époux soit reconnu comme un saint comme le fut Louis IX ; de fait, la tombe d'Henri III ressemblait à celle d'un saint avec des niches destinées à accueillir des reliques,. Lorsque son corps fut exhumé en 1290, les contemporains notèrent qu'il était en parfait état et que la longue barbe du roi était bien préservée, ce qui était considéré à l'époque comme un symbole divin,,. Des miracles commencèrent à être rapporté à l'aura de sa tombe mais Édouard Ier n'était pas convaincu par ces récits et Henri III ne fut jamais canonisé,. En 1292, le cœur du roi fut retiré de sa tombe et inhumé dans l'abbaye de Fontevraud avec les corps de ses ancêtres Plantagênet.

## Héritage

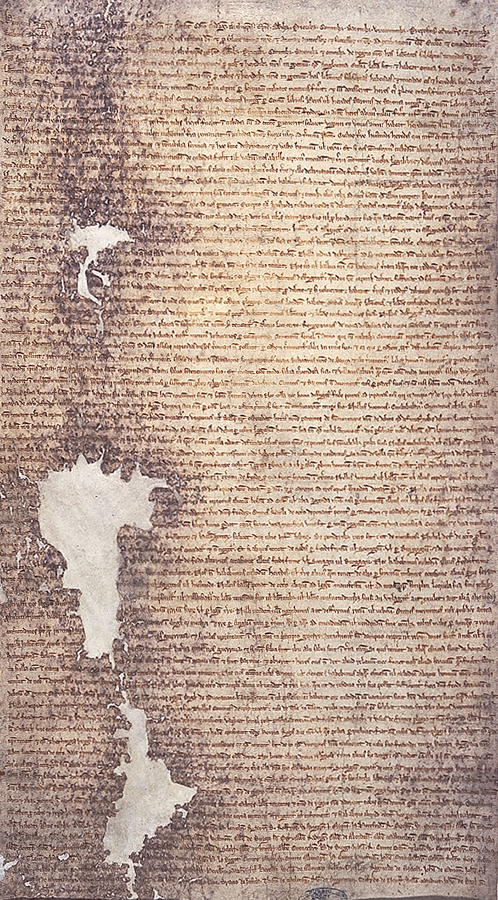
La Grande Charte de 1225.

Les premières études historiques sur le règne d'Henri III apparurent aux XVIe et XVIIe siècles et s'appuyaient essentiellement sur les chroniques médiévales tels que celles de Roger de Wendover et de Matthieu Paris. Ces historiens, dont l'archevêque Matthew Parker, étaient influencés par les inquiétudes contemporaines sur les rôles respectifs de l'Église et de l'État et ils examinèrent l'évolution du pouvoir royal, l'émergence du nationalisme anglais et ce qu'ils considéraient être l'influence malveillante de la papauté,. Durant la première révolution anglaise, ils mirent en parallèle les règnes d'Henri III et de Charles Ier qui venait d'être déposé.
Au XIXe siècle, les historiens victoriens comme William Stubbs, James Ramsay et William Hunt cherchèrent à comprendre l'évolution des institutions parlementaires sous Henri III. Ils adhèrent notamment avec les chroniqueurs de l'époque sur le rôle des Poitevins en Angleterre et cet aspect continua à influencer les études du XXe siècle telles que celle de Kate Norgate en 1913 qui soulignait les questions constitutionnelles avec un biais nationaliste marqué,.
Après 1900, les documents du règne d'Henri III comme les pipe rolls (en), les comptes rendus de la cour et la correspondance royale devinrent plus accessibles aux historiens,. Les recherches réalisées dans l'entre-deux-guerres et après la Seconde Guerre mondiale soulignèrent les problèmes économiques qui avaient marqué son règne, et les deux ouvrages biographiques de Maurice Powicke publiés entre 1948 et 1953 formèrent la base de l'histoire officielle de son règne pendant trois décennies,. Henri III ne reçut pas une grande attention de la part des historiens et John Beeler nota dans les années 1970 que la couverture de son règne par les historiens militaires restait particulièrement légère,,. La fin du XXe siècle vit néanmoins un regain d'intérêt pour le XIIIe siècle et de nouvelles études furent réalisées notamment sur la période de minorité du roi. L'historiographie actuelle reste partagé sur le bilan de son règne ; l'historien David Carpenter estime qu'Henri III fut un homme honnête qui échoua en tant que monarque en raison de sa naïveté et de son incapacité à organiser la réforme du royaume, un aspect souligné par Huw Ridgeway qui considère néanmoins qu'il fut « essentiellement un homme de paix, aimable et miséricordieux, ».
La vie d'Henri III a été relatée dans une série d'illustrations réalisées par le chroniqueur Matthieu Paris, essentiellement dans les marges de sa Chronica Majora,. Paris rencontra le souverain pour la première fois en 1236 et entretint des relations étroites avec lui, même s'il désapprouvait la plupart de ses politiques, un aspect reflété par le caractère souvent peu flatteur de ses enluminures. Henri III apparaît également dans la Divine Comédie de l'auteur italien contemporain Dante comme un exemple de monarque négligent abandonné dans le Purgatoire. À la différence de la plupart des autres rois anglais du Moyen Âge, Henri III apparaît peu dans les œuvres de William Shakespeare et cela a pu contribuer à sa faible présence dans la culture populaire actuelle.
Henri III fut l'initiateur du premier zoo londonien aménagé dans la Tour de Londres. Le premier pensionnaire de la « Ménagerie royale » fut un ours polaire mâle offert en cadeau au roi par le roi Håkon IV de Norvège en 1252. Ce zoo fut en service durant presque six-cents ans. Il recevra également trois lions de la part de l’empereur germanique Frédéric II de Hohenstaufen. Une sculpture de l'ours réalisé par l'artiste Kendra Haste et installée au même endroit que l'ancienne ménagerie, commémore ce lieu insolite pour l'époque.

## Descendance
| Nom         | Naissance         | Mort            | Notes |
| ----------- | ----------------- | --------------- | --- |
| Édouard Ier | 17/18 juin 1239   | 7 juillet 1307  | (a) Épouse Éléonore de Castille en 1254 ; quatorze enfants dont le roi Édouard II (b) Épouse Marguerite de France en 1299 ; trois enfants                                                               |
| Marguerite  | 29 septembre 1240 | 26 février 1275 | Épouse Alexandre III d'Écosse en 1251 ; trois enfants |
| Béatrice    | 25 juin 1242      | 24 mars 1275    | Épouse Jean II de Bretagne en 1260 ; six enfants |
| Edmond      | 16 janvier 1245   | 5 juin 1296     | (a) Épouse Aveline de Forz en 1269 ; aucun enfant (b) Épouse Blanche d'Artois en 1276 ; trois enfants                                                                                                   |
| Catherine   | 25 novembre 1253  | 3 mai 1256      | Née au palais de Westminster le jour de la Sainte Catherine. Sourde et muette elle meurt au château de Windsor et est inhumée dans l'abbaye de Westminster près de l'entrée de la chapelle de St Edmond |

Henri III n'eut aucun enfant illégitime. La famille française de Trigant, qui bâtit le château de Tiregand en Périgord, revendique toutefois de descendre d'Edward Tyrgan qui serait un bâtard de Henri III et d'une maîtresse irlandaise.

## Dans la culture
Le personnage d'Henri III est présent dans la campagne du jeu vidéo Age of Empires IV.